# 卡尔卡松站
卡尔卡松站是法国的一个铁路车站，位于法国南部城市，奥德省的省会卡尔卡松。

## 位置
卡尔卡松站位于卡尔卡松市区的北部，南运河的北岸。波尔多－塞特铁路374.282公里处，同时也是卡尔卡松－里夫萨勒特铁路的起点。车站大致呈东西走向，开口朝南，面对卡尔卡松市区。

## 车站概况
卡尔卡松站是波尔多－塞特铁路线上的重要车站之一，其每天都经停多趟前往里昂和图卢兹方向的TGV列车，但卡尔卡松站却没有直达巴黎的TGV列车，普通城际列车也已于2016年取消。这一情况在法国本土的省会城市车站中只有两例（另一例是隆斯勒索涅站）。

## 停靠线路
以下列车线路在卡尔卡松站停靠：
| 卡尔卡松站列车线路表     |            |          |                   |                                    |
| 线路                     | 车种       | 上一站   | 下一站            | 大致运行频率                       |
| 图卢兹—里昂              | TGV        | 图卢兹   | 纳博讷            | 每天3趟                            |
| 图卢兹—巴塞罗那          | TGV/Renfe  | 图卢兹   | 佩皮尼昂          | 每天1趟                            |
| 波尔多—马赛              | INTERCITÉS | 图卢兹   | 纳博讷            | 每天3趟                            |
| 图卢兹/卡尔卡松—纳博讷   | TER        | 布拉姆   | 莱济尼昂          | 每天7趟左右                        |
| 图卢兹—尼姆/阿维尼翁     | TER        | 布拉姆   | 莱济尼昂          | 每天1~2趟                          |
| 图卢兹—佩里尼昂/塞尔贝尔 | TER        | 布拉姆   | 莱济尼昂          | 每天3趟左右                        |
| 图卢兹—卡尔卡松/纳博讷   | TER        | 布拉姆   | （终点）/莱济尼昂 | 每天9趟左右                        |
| 卡尔卡松—利穆            | TER        | （起点） | 库富朗-勒克       | 每天6趟左右 （页面存档备份，存于） |
| 1. 2. 3.                 |            |          |                   |                                    |

## 配套交通

### 长途客车
| 停靠卡尔卡松的大巴车 | | |
| 上下车地点           | 运营单位 | 主要目的地 |
| 卡尔卡松站门口       | [ 註 2 ] | 29 波马 · 利穆 · 基扬 当某条铁路线施工或罢工时，SNCF可能会提供途径该线路沿途站点的大巴车 |
| 卡尔卡松站门口       | Audeligne | 1 卡庞迪 · 穆 · 莱济尼昂科尔比耶尔 · 纳博讷 2 利穆 · 基扬 · 圣马丁利 · 阿克萨 3 维勒潘特 · 卡斯泰勒诺达里 · 里科 4 屈克萨克卡巴尔代斯 · 莱马尔提 5 蒙特雷阿勒 · 方若 |
|                      | RTCA | A 维勒格利 · 里厄米内尔瓦 · 拉勒多尔特 · 佩皮厄 B 阿勒宗讷 · 朗皮河畔赖萨克 · 布拉姆 · 佩克修拉 C 马塞耶特 · 布洛马克 · 皮谢里克 · 翁 D 珀藏 · 蒙托留 · 穆苏朗 · 赛萨克 E 吕斯提克 · 马塞耶特 · 艾格维夫 · 圣弗里舒 · 里厄米内尔瓦 · 洛尔米内尔瓦 F 拉瓦莱特 · 阿莱拉克 · 阿尔藏 G 米内尔瓦地区马勒夫 · 维拉尔泽勒卡巴尔代斯 H 鲁朗 · 普雷克桑 · 蒙克拉 I 蒙提拉 · 谷地普拉代勒 · 蒙洛尔 · 谷地里厄 · 谷地维拉 · 拉格拉斯 J 旺特纳克卡巴尔代斯 · 庞诺捷 · 圣但尼 · 丰捷卡巴尔代斯 K 勒克 · 韦尔泽伊 · 维勒弗卢尔 · 马代库尔 L 奥尔比耶勒河畔孔克 · 萨莱勒卡巴尔代斯 · 利穆西 |
| Flixbus              | - 南特方向：阿让 · 波尔多 · 尼奥尔 - 毕尔巴鄂方向：塔布 · 波城 · 巴约讷 · 比亚里茨 - 巴塞罗那方向：赫罗纳 · 马塔罗 - 土伦方向：蒙彼利埃 · 阿尔勒 · 马赛 - 里昂方向：瓦朗斯 · 格勒诺布尔 | |
| Isilines EUROLINES   | （法国及欧洲各地） | |
|                      | Ouibus | （法国及欧洲各地 （页面存档备份，存于） |
| 1. 2. 3.             | | |

### 市内交通
| 卡尔卡松站附近的公交线路 |                     | |
| 公交车站名称             | 位置                | 停靠线路 |
| 火车站                   | 卡尔卡松站门口      | 8 卡尔卡松-火车站 ↔ 卡尔卡松-省政府厅 |
| 运河桥-火车站            | 卡尔卡松站以南50米  | 3 帕拉雅-洛斯阿梅列 → 维勒盖扬克-库贝洛 4 卡尔卡松-中世纪城 （单循环线路） 7卡尔卡松-中心医院 ↔ 卡尔卡松-奥德省西部地方局 10庞诺捷-贝尔利奥兹 → 特雷布-体育场/莱欧济勒 |
| 拉米内尔瓦斯-火车站      | 卡尔卡松站东南120米 | 3 维勒盖扬克-库贝洛 → 帕拉雅-洛斯阿梅列 4 卡尔卡松-中世纪城 （单循环线路） 7卡尔卡松-中心医院 ↔ 卡尔卡松-奥德省西部地方局 10庞诺捷-贝尔利奥兹 → 特雷布-体育场/莱欧济勒 |
| 谢涅                     | 卡尔卡松站以南200米 | 1 卡尔卡松-圣乔治商业中心 → 卡尔卡松-奥德省西部地方局 2 帕拉雅-洛斯阿梅列 → 卡尔卡松-红桥开发区 3维勒盖扬克-库贝洛 → 卡济亚克-米斯特拉勒/帕拉雅-洛斯阿梅列 3 IUT维勒盖扬克-库贝洛 → 卡尔卡松-佩皮尼昂科技职业学院卡尔卡松分院 7卡尔卡松-中心医院 → 卡尔卡松-奥德省西部地方局 10特雷布-体育场/莱欧济勒 → 庞诺捷-贝尔利奥兹 DIM 卡尔卡松-圣乔治商业中心 → 卡尔卡松-红桥/费罗迪耶尔开发区 |
| 1.                       |                     | |

## 临近车站
| 卡尔卡松站（Gare de Carcassonne） |                          |                       |
| 上行车站                          | 线路                     | 下行车站              |
| 布拉姆站 20.1km ←                 | 波尔多－塞特铁路         | 莱济尼昂站 → 36.2km   |
| （起点）                          | 卡尔卡松－利夫萨勒特铁路 | 库富朗-勒克站 → 9.5km |
| - 本表仅显示运营中的线路及车站    |                          |                       |